# Augenkampfstoff
Augenkampfstoff ist eine Sammelbezeichnung für chemische Substanzen, die Reizungen oder Verletzungen der Augen hervorrufen. Sie dienen im Allgemeinen dazu, den Feind im Krieg kampfunfähig zu machen – auch als Maskenbrecher – oder um Demonstranten auseinanderzutreiben. Außer den Augen und Nasenschleimhäuten werden meist auch die oberen Atemwege in Mitleidenschaft gezogen.

## Geschichte
Brom- und Chloraceton gehörten zu den ersten kriegsmäßig eingesetzten Kampfstoffen. Im Ersten Weltkrieg kamen sie beispielsweise von deutscher Seite unter dem Namen Weißkreuz zum Einsatz. Im Vietnamkrieg wurden CN und CS von den amerikanischen Streitkräften eingesetzt, um Gegner aus unterirdischen Tunneln und Gängen zu vertreiben. Des Öfteren wurde dabei so viel von dem – in geringerer Dosierung als Tränengas eingesetzten – Reizstoff verwendet, dass alle Betroffenen dadurch ums Leben kamen.
Die Bezeichnung Tränengas wird für den nicht kriegsmäßigen Einsatz von Augenkampfstoffen verwendet. Schon zuvor (und zum Teil noch heute) wurden sie von der Polizei bei Aufständen und Krawallen verwendet. Später wurden CN und CS als Wirkstoffe der chemical mace („Chemische Keule“), eines Selbstverteidigungssprays, verwendet.

## Einige Augenkampfstoffe
- Benzylbromid
- Bromaceton
- ω-Bromacetophenon
- Bromessigsäureethylester
- Bromphenylacetonitril (Brombenzylcyanid, CA)
- Chloraceton
- Chloracetophenon (CN)
- 2-Chlorbenzylidenmalonsäuredinitril (CS)
- Dibenzo[b,f][1,4]oxazepin (CR)
- Iodessigsäureethylester
- Xylylbromid